# Radio Paşcani
Radio Paşcani er det første studiealbum udgivet af det rumænske tolvmands roma Balkan brassband Fanfare Ciocărlia. Albummet er indspillet 1997 hos Studio Electrocord i Bukarest, Rumænien, og mixet hos Schalloran Tonstudio i Berlin, Tyskland. Producere er Henry Ernst and Helmut Neumann. Albummet blev udgivet 1998 på Piranha Musik.

## Sporliste
| Nr.           | Titel                      | Længde |
| ------------- | -------------------------- | ------ |
| 1.            | "Radio Paşcani"            | 0:45   |
| 2.            | "Rusasca de la Buzdug"     | 1:19   |
| 3.            | "Sîrba de la Zece Prajini" | 2:08   |
| 4.            | "Arâpeasca"                | 0:50   |
| 5.            | "Doina şi balaşeanca"      | 6:04   |
| 6.            | "Trio cu patru"            | 1:07   |
| 7.            | "Hora cu strîgaturii"      | 2:32   |
| 8.            | "Ciocărlia si Suite"       | 4:48   |
| 9.            | "Rusasca lui filon"        | 1:46   |
| 10.           | "Manea"                    | 2:59   |
| 11.           | "Nicoleta"                 | 3:53   |
| 12.           | "Foxtrot"                  | 3:22   |
| 13.           | "Geamparale"               | 2:54   |
| 14.           | "Bulgareasca"              | 1:57   |
| 15.           | "Sîrba lui Sîcal"          | 2:38   |
| 16.           | "Bâtuta la rînd"           | 2:10   |
| 17.           | "Sîrba de la monastirea"   | 1:22   |
| 18.           | "Dansul lui Sulo"          | 1:22   |
| 19.           | "Lume, lume"               | 3:07   |
| 20.           | "Ah Ya Bibi"               | 1:58   |
| 21.           | "Hora de la Bucuresti"     | 1:44   |
| 22.           | "Devlesa"                  | 0:35   |
| 23.           | "Rumba tziganeasca"        | 3:05   |
| Total længde: | Total længde:              | 55:00  |